# Mestre dos soldados

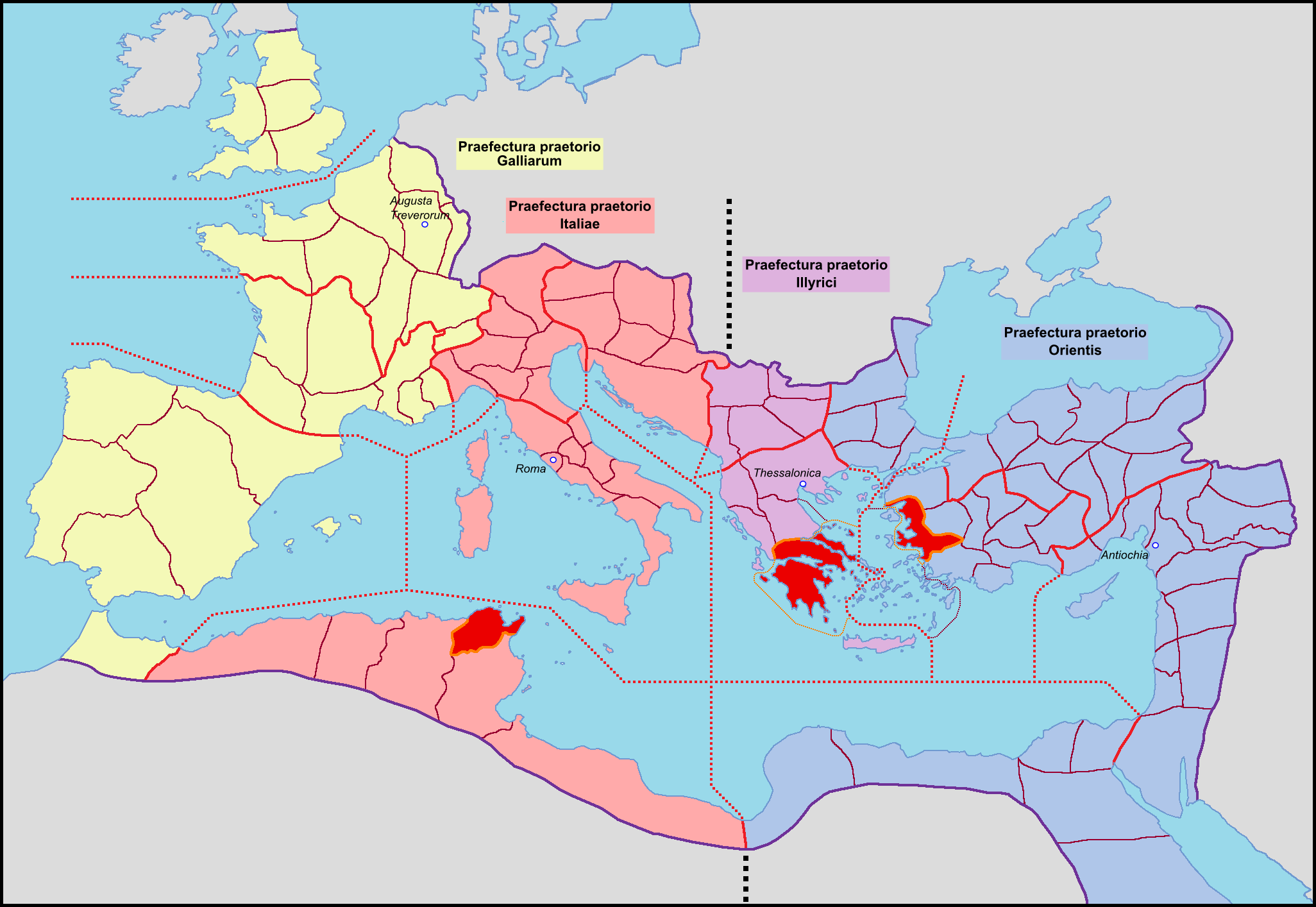
Prefeituras pretorianas do Império Romano. Os mestres dos soldados eram nomeados para cada uma delas

O Mestre dos soldados (em latim: Magister militum; traduzido para o grego como estratego ou estratelata) foi um oficial do exército romano e bizantino na Antiguidade Tardia. Seu nome também é muitas vezes traduzido como "mestre da milícia" ou "mestre das milícias". Originalmente, distinguia-se o mestre da infantaria (magister peditum) e o mestre da cavalaria (magister equitum). Porém com o tempo estas funções foram combinadas e deram origem ao "mestre dos dois exércitos" (magister utriusque militiae). O comando do corpo permanente à disposição do imperador nas imediações da capital foi chamado mestre dos soldados "na presença" [do imperador] (magister militum praesentalis). No Oriente, a função deixou de existir com a criação dos temas onde o governador (estratego) acumulou funções civis e militares.

## História

### Reformas de Diocleciano e Constantino

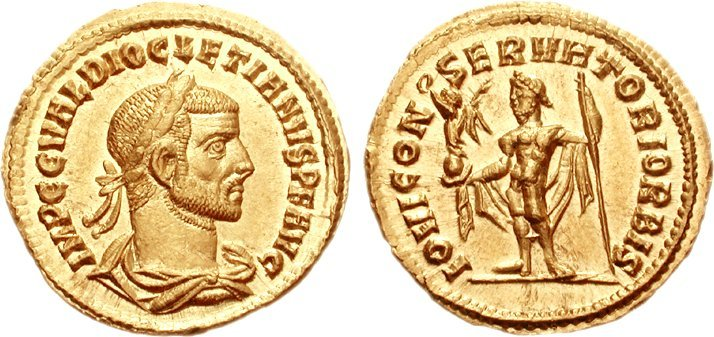
Áureo de Diocleciano r.

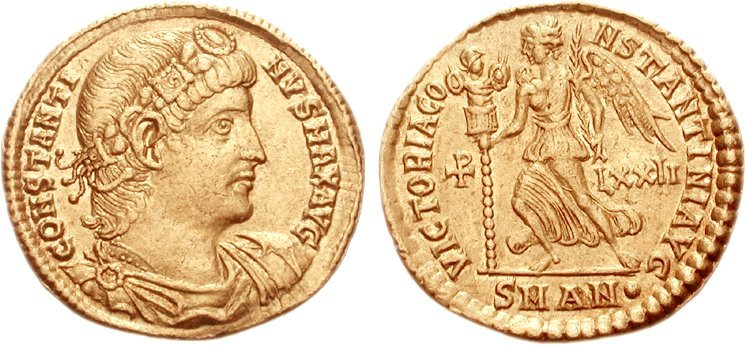
Soldo cunhado em Antioquia em 335-336 com efígie de r.

Convencido da necessidade de proteger as fronteiras, Diocleciano (r. 284–305) reformou a administração provincial, dobrando o número de províncias e criando dioceses regidas por vigários e agrupadas em quatro prefeituras pretorianas: Gália, Itália, Ilíria e Oriente. Seu exército permaneceu essencialmente composto de legiões (infantaria), que foram auxiliadas por destacamentos de cavalaria (vexillationes). No entanto, ele legou em algumas zonas fronteiriças a gestão para comandantes militares distintos dos governadores provinciais, que foram chamados duques (em latim: dux; plural: duces), e que com o tempo adquiriram funções civis. Constantino (r. 306–337) reformou profundamente o exército: reforçou o exército de campanha e acrescentou unidades de infantaria de um tipo novo, os auxiliares. Para comandar estas forças, privou os prefeitos pretorianos de seus deveres militares e criou os ofícios de mestre da infantaria e mestre da cavalaria. Diretamente subordinados ao imperador, estes mestres da milícia, recrutados entre os oficiais de carreira, muitas vezes de origem bárbara, presidiram uma hierarquia militar, paralela a hierarquia civil. Comandantes em chefe do exército controlado pelo imperador, também tiveram um lugar na hierarquia palacial, se situando após os prefeitos pretorianos e prefeito urbano, mas antes de outras grandes dignidades imperiais. Este é também o período em que, nas províncias, vemos a administração civil e militar se dividir, o conde dos assuntos militares (comes rei militaris) surgir e os duques se multiplicarem. Comandantes dos corpos de fronteiras, condes (em latim: comes; plural: comites) e duques passaram gradualmente sobre a autoridade dos mestres (magistri) e puderam comandar os destacamentos de várias províncias civis.
A divisão entre "infantaria" e "cavalaria" rapidamente tornou-se obsoleta e foi gradualmente substituída por uma divisão diferente das responsabilidades: o mestre da cavalaria e o mestre da infantaria foram ocasionalmente combinados por 370 e então surgiu o "mestre dos dois exércitos", embora ambas as funções mantiveram-se em uso. Dada a extensão do império, já não era possível mover todo o exército a qualquer fronteira sempre que um inimigo ameaçava, havendo corpos estacionados nas fronteiras imperiais nomeados limítanes ou ripenses. Os soldados que os compunham encontraram-se atribuído à terra e tornaram-se agricultores em tempo de paz. Outros corpos permaneceram na capital e seus arredores imediatos. Melhor treinados e equipados do que soldados das fronteiras, eles gradualmente converteram-se no único poder capaz de conduzir uma ação militar em larga escala, protegendo o poder imperial na capital contra qualquer tentativa de usurpação. Eles mantiveram o nome de comitatenses, derivado de comitato ou corte imperial. Por volta de 360, as melhores unidades comitatenses foram anexadas ao palácio e designadas como palatinas. Elas, assim, permaneceram "na presença" do imperador e seu comandante levou o título de "mestre dos soldados na presença".

### Séculos IV-V

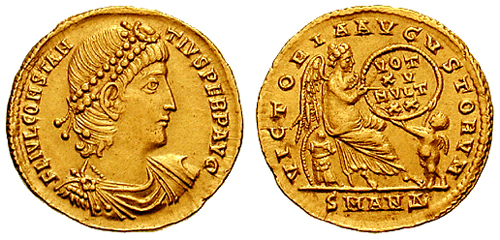
Soldo de r.

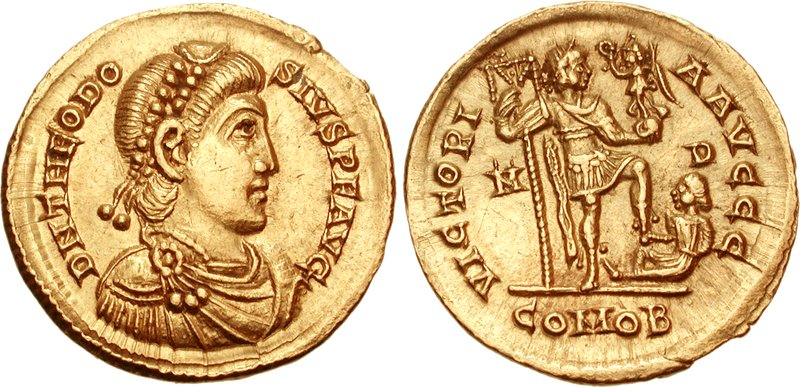
Soldo de r.

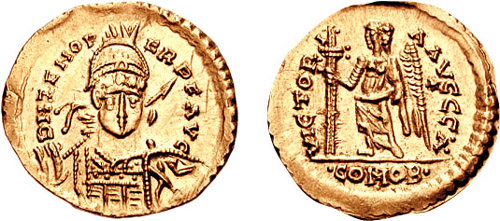
Soldo de Odoacro r.

A morte de Constantino levou à divisão do império e consequentemente, do exército, entre seus três filhos. Havia, portanto, três mestres dos soldados. Quando Constâncio II (r. 337–361) tornou-se imperador único, novos postos de mestres dos soldados foram criados para cada prefeitura pretoriana: do Oriente (per Orientem; 350/351), da Gália (per Gallias; 355), da Ilíria (per Illyricum; 359). Seriam adicionados a Itália, Trácia e, ocasionalmente, África. Seu reinado viu o surgimento de então cinco comandantes, incluindo três jurisdições geográficas (Oriente, Ilíria e Trácia) e dois comandantes das tropas palacianas. A nova divisão do império depois da morte de Joviano (r. 363–364) entre Valentiniano I (r. 364–375) e Valente (r. 363–378) viu uma nova divisão de tropas.
A partir do século IV, os mestres dos soldados eram frequentemente nomeados de entre os bárbaros cujas tropas federadas tornaram-se cada vez mais essenciais para a sobrevivência do império e seu número chegou a se multiplicar. Teodósio I (r. 379–395), que teve problemas com o franco Arbogasto, tentou limitar esse número, enquanto seu filho Arcádio (r. 395–408), tentou, sem sucesso, abolir a função. Posteriormente, no entanto, no Ocidente, muitos deles como Estilicão, primeiro mestre da cavalaria, depois "mestre das duas forças na presença" (magister utriusque militiae in praesenti), ou Ricimero, mestre dos soldados da Itália (magister militum per Italiam), converteram-se no poder atrás do trono, já que a qualidade deles como "bárbaros" impediu-os de aspirá-lo. Teodósio I confiou a guarda de seus filhos à Estilicão depois de dar-lhe sua sobrinha Serena em casamento. Odoacro, que pôs fim ao Império Romano do Ocidente, recebeu o título de mestre dos soldados da Itália quando enviou as insígnias imperiais para Constantinopla e pode governar o país como um agente imperial.
No Oriente, porém, o poder permaneceu nas mãos de funcionários públicos, prefeitos pretorianos como Rufino ou servos da câmara sagrada como Eutrópio, que tentaram limitar o poder dos comandantes militares transferindo algumas funções para o questor ou mestre dos ofícios. Apenas Gainas sob Arcádio pode exercer uma influência sob o governo igual a um prefeito pretoriano. Contudo, o problema causado pelo afluxo de godos na Europa e vândalos na África e o risco representado pelos hunos de Átila (r. 434–453), logo devolveu aos exércitos e seus líderes seu poder e prestígio. E foi assim que Áspar, mestre dos soldados do Oriente (magister militum per Orientem), pode impor Leão I, o Trácio (r. 457–474) após a morte do imperador Marciano (r. 450–457).
O Notitia Dignitatum, que descreve o exército romano do final do século IV, diz que, no auge de seu poder, os mestres dos soldados dispunham de uma equipe impressionante dirigida por um chefe de gabinete (princeps) e incluía um oficial de disciplina (comentariense; commentariensis), dois contadores chefe (numerários; numerarii), dois oficiais da burocracia (escrinários; scrinarii) e dois secretários (excetores). Todo esse pessoal militar pode chegar a 300 pessoas para cada exército.

### Reforma de Justiniano

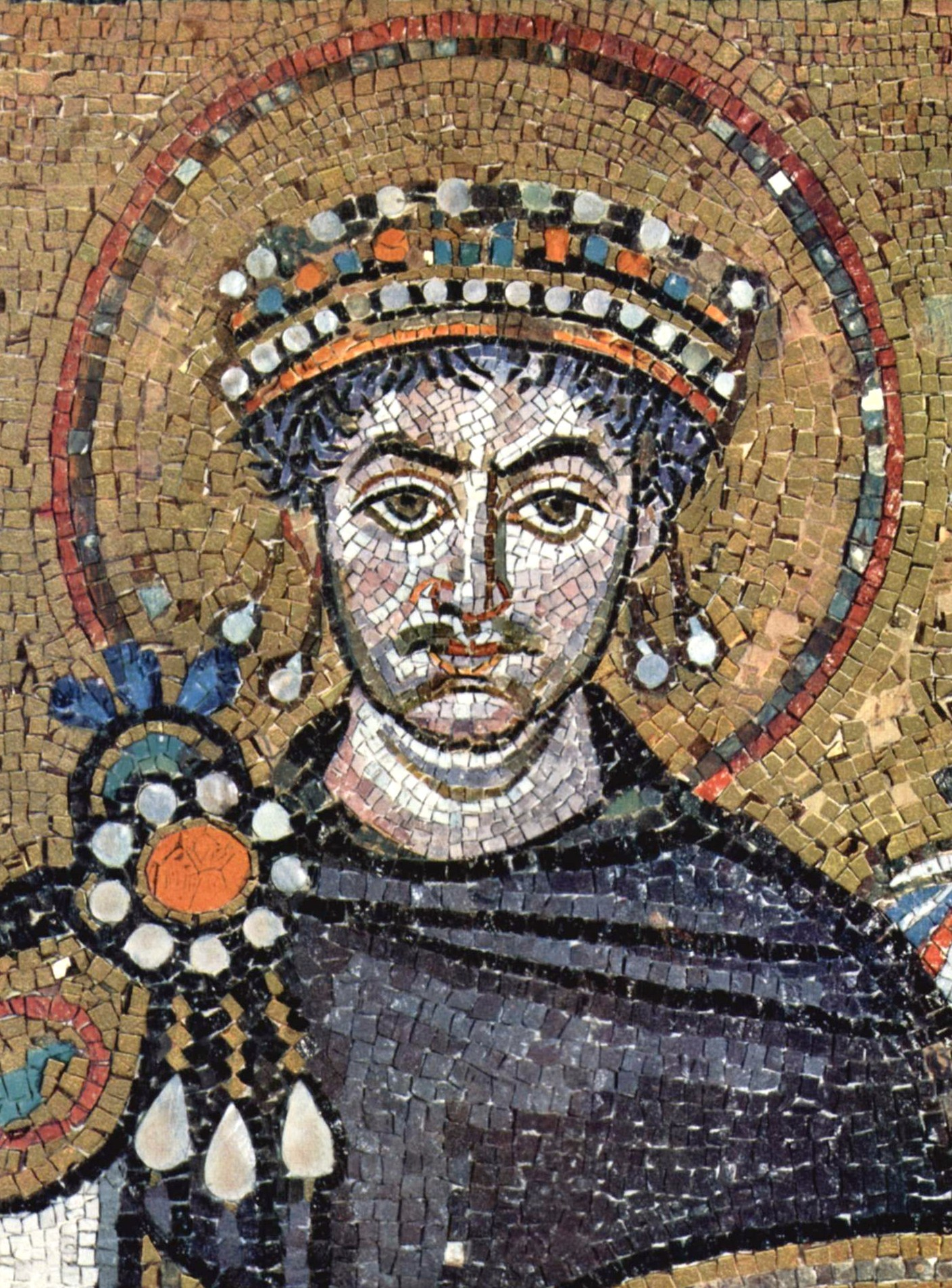
Detalhe de um dos mosaicos da Basílica de São Vital representando o imperador Justiniano r.

Justiniano (r. 527–565) sucedeu em 527 seu tio Justino I (r. 518–527). Sua política de conquista no Oriente e reconquista no Ocidente levou-o a fazer mudanças no exército. Isto resultou no desaparecimento de altos funcionários, um aumento dos direitos militares devido à criação de novas entidades territoriais e, consequentemente, o enfraquecimento dos poderes de cada mestres dos soldados em favor dos duques que se tornaram os comandantes militares reais em suas circunscrições. No Oriente, o território sob jurisdição do mestre dos soldados do Oriente se estendia do Mediterrâneo ao rio Eufrates e das montanhas da Armênia à Núbia. Justiniano dividiu o território por ser demasiado grande, criando novos mestres dos soldados na Armênia e na Mesopotâmia e duques (dois no norte, dois no sul e um no centro). Ele dividiu os limites das circunscrições militares da Trácia e Ilíria e criou um mestre dos soldados na Mésia Secunda e outro na Cítia Menor. Para alcançar este objetivo e para compensar a subtração de efetivos enviados para a reconquista da África e de Cartago, Justiniano teve que redesenhar as fileiras de dois exércitos "na presença" (praesentales) que serviram como exércitos reserva. No Danúbio, Justiniano, que geralmente respeitava a divisão de poderes civis e militares, criou o ofício de questor do exército (quaestor exercitus), que seria o governador militar e civil do Questorado do exército, uma grande província que abrangia os territórios que se estendem desde a Bulgária até o Mediterrâneo, incluindo as ilhas de Chipre, Rodes e Cíclades. Não atendendo a qualquer prefeito pretoriano (governador civil) ou mestre dos soldados (governador militar), comandou as tropas fronteiriças (limítanes) e o exército de campanha (comitatenses).
No Egito, onde os conflitos entre administradores civis e militares foram acompanhados por conflitos religiosos que punham em risco o abastecimento de trigo de Constantinopla, o imperador também optou por combinar os dois poderes. A diocese local foi abolida e o país foi dividido em cinco províncias onde duques, tenentes do mestre dos soldados do Oriente, reuniam autoridades civis e militares, exercendo-as sobre os comitatenses, bem como sobre os limítanes e os federados. Duques foram responsáveis pela manutenção das fortalezas e da ordem, comandaram os exércitos e podiam até entrar em acordos militares com o inimigo. Eles, assim, assumiram uma importância considerável já que estava à frente de todos os serviços civis e militares, bem como de justiça, polícia e finanças. Mais do que a defesa do território, o exército foi responsável por garantir tanto a ordem pública como a arrecadação dos impostos.
No Ocidente, a prefeitura pretoriana da Itália foi mantida, enquanto uma nova, na África, foi criada. Tal como no Egito, a Itália foi dividida em províncias onde as forças militares foram comandadas por duques. Na África, as antigas fronteiras provinciais romanas foram restabelecidas e os poderes mantiveram-se separados, com a administração civil sob o prefeito pretoriano, e a militar sob o mestre dos soldados e os duques regionais. Na Hispânia, a nova província da Espânia permaneceu sob o comando do mestre dos soldados da Espânia (magister militum Spaniae).

### Reformas dos séculos VI-VII

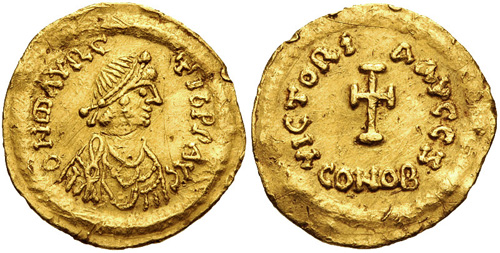
Tremisse de Maurício r.

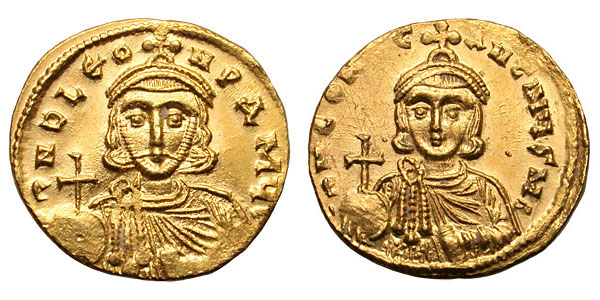
Soldo de r. e seu filho r.

De modo a enfrentar a pressão, nas mais distantes províncias do Ocidente, recentemente readquiridas por Justiniano (r. 527–565), o imperador Maurício (r. 582–602) combinou a autoridade civil e militar suprema na pessoa de um exarca, formando os exarcados de Ravena e África. Nestes vastos territórios, o exarca mantinha poderes que incluíam a defesa, justiça, finanças e obras públicas, o que tornou inútil a pessoa do mestre dos soldados. Contudo, em muito do império, o antigo sistema estabelecido por Justiniano foi mantido até os anos 640 quando a parte oriental do império colapsou sob a investida do Califado Ortodoxo. A rápida conquista muçulmana da Síria e Egito e as consequentes perdas bizantinas em mão de obra e território significaram que o império encontrou-se lutando para sobreviver. De modo a responder a esta crise sem precedentes, o império foi drasticamente reorganizado. O remanescente território imperial na Ásia Menor foi dividido em quatro grandes temas, e embora alguns elementos da antigo sistema civil sobreviveram, eles foram subordinados ao general governante ou estratego. Nestas condições o ofício de mestre dos soldados desapareceu, dado que suas antigas funções foram absorvidas pelo estratego.
O título de mestre dos soldados tornou-se puramente honorífico e continuou a ser usado até 787, sendo conferido por Leão III, o Isauro (r. 717–741) e Leão IV, o Cazar (r. 775–780) aos governantes de Veneza, de 737 a 787. Maurício Galba, primeiro doge em título de Veneza, parece ter sido o último a ostentá-lo. Também é encontrado no século XII na Gesta Herwardi, epopeia que celebra o feito de Herevardo, o Vigia, que viveu na época da invasão da Inglaterra pelos normandos. O termo é usado para descrever a função de seu comandante militar no comando das forças dum senhor feudal.